# 이현승 (프로게이머)
이현승(1982년 9월 4일 ~ )은 대한민국의 전직 스타크래프트 프로게이머이다. ggon라는 아이디를 사용하며, 종족은 랜덤이다.
2000년부터 삼성전자 칸 소속으로 프로게이머 활동을 시작했으며 2006년에 은퇴하였다.

## 수상 경력
- APGL 결선
- 코코넷 배 개인전 2위
- 보라매 MSO Korea 스타 개인전 1위
- NGA E-Selling배 3위
- Gamei 2000년 10월 3차 주장원전 3위
- Gamei 2001년 5월 4차 주장원전 3위
- GGL 1기 메이저 리그 8강
- 제1회 idizm배 4대통신망 동호회 리그 스타부문 2위
- 제 2회 안산 컴퓨터 페스티벌 스타크래프트 일반부 우승
- 2003년 iTV 랭킹전 6차리그 3위
- 2003년 전자랜드배 아마추어 최강전 3위
- 2003년 제1회 I-venture 오픈스타리그 3위
- 2004년 2004 WCG Cyber Park 대회 2위
- 2005년 2005 Cyber Park 대회 2위